# Pepe Iglesias (gastrónomo)
José Juan Iglesias del Castillo y Díaz de la Serna, más conocido como Pepe Iglesias, (Madrid, 1954-Mieres, Asturias; 1 de junio de 2020) fue un gastrónomo, escritor, hostelero y periodista español.

## Biografía

### Primeros años
Según él mismo dejó dicho en su página web, "Enciclopedia de gastronomía", nació entre cacerolas, ya que su madre fue una de las mejores cocineras del país, hasta el punto de que su padre, doctor en Medicina, consciente de esas virtudes, abandonó su clínica y su cátedra en la Facultad de Medicina de Madrid para poner un restaurante. A pesar de no haber estudiado formalmente nada relativo a la hostelería (lo más próximo fue la bromatología en la Facultad de Veterinaria de Madrid), Pepe Iglesias desde niño fue hostelero.

### Labor como periodista gastronómico
Tras un accidente familiar en 1976, en el que fallecieron sus padres y su hermano, Pepe Iglesias dejó los estudios de Veterinaria, y acabó dedicándose a los negocios de la familia, que eran principalmente de hostelería.
Durante una década se dedicó a los diferentes aspectos del gremio, incluso políticamente, ya que fue Secretario General de la Agrupación de Restaurantes de Madrid. A finales de los años 1980, con todos los reconocimientos y premios propios de esa profesión, y también con más de medio centenar de trabajadores y todo el estrés de la gran ciudad, decidió retirarse a Asturias.
A principios de los años 1980, cuando España comenzaba a tomar en serio la gastronomía, Iglesias se inició en el análisis sensorial a través de unos cursos de cata que impartía el Departamento de Posgraduados de la Escuela Técnica Superior de Ingeniería Agronómica, Alimentaria y de Biosistemas de la Universidad Complutense de Madrid, de donde salieron la mayoría de los catadores actuales. Desde entonces ejerció con rigor la crítica enogastronómica, que compaginó con una prolija producción editorial e colaboraciones habituales en medios de comunicación especializados, como "PlanetaVino", y también generalistas, así como en internet (poseía la web www.enciclopediadegastronomia.es).
En 1990 se retiró, para tener una vida más tranquila, a la playa de Salinas, cerca de Avilés. En el 2018 traslada su residencia a Mieres, en donde residía junto a Elena, su mujer. Pepe fue crítico de restaurantes pero sin duda una de sus mayores aportaciones fueron sus libros sobre maridajes. La gente me envía muchas recetas suyas, dijo, que encuentran en revistas y periódicos españoles.
En 1991 contrajo varios compromisos serios, como la sección "Gastronomía V Centenario", en la revista Club de Gourmets en el año 1992, el espacio "El Horno de Pepe Iglesias" en Radio Ribadeo de la Cadena COPE, las secciones "Catavinos" y "Cartas a un amigo cocinero" en El Correo Gallego y, sobre todo, el suplemento semanal de gastronomía del periódico El Progreso, un cuadernillo dominical de cuatro páginas.
Pepe Iglesias fue una de las plumas más mordaces de la gastronomía asturiana desde los años 1990, cuando comenzó a colaborar en los periódicos El Comercio de Gijón y La Voz de Avilés.
La antropóloga cultural británica Claudia Roden, que escribe libros de cocina, dijo de Pepe Iglesias:

Estando yo con Jane Kramer, que escribía para la revista The New Yorker, y que nos decidíramos solo unos días antes ir  a Asturias, un par de llamadas telefónicas a un amigo me llevoron a Pepe, el "embajador" de la gastronomía asturiana. El gastó mucho tiempo para conducirnos por las escarpadas montañas, a lo largo de los rápidos ríos y a través de los bosques de los fantásticamente hermosos Picos de Europa.
Claudia Roden, The Food of Spain.

## Publicaciones
Iglesias publicó unos veinte libros, de los cuales los más destacados son La cocina masónica, un estudio sobre la cocina masónica y la historia, los rituales y las tradiciones de mesa de la masonería, y Comer con vino, sobre el maridaje de la comida con el vino. Sin embargo, es más famoso por su virtual Enciclopedia de Gastronomía, donde daba recetas, publicaba artículos y mantenía chats sobre la comida y el vino.
Además, publicó otros tantos en colaboración con otros escritores. Fue un gran divulgador del patrimonio gastronómico, especialmente de la gastronomía de Asturias.

### Libros de su autoría
- A cociña do outono (Xerais, 1994).
- A cociña do inverno (Xerais, 1995).
- A cociña da primavera (Xerais, 1995).
- A cociña do verán (Xerais, 1995).
- La cocina de La Palloza (El Progreso, 1995).
- La cocina de otoño (Alianza, 1996).
- La cocina de verano (Alianza, 1997).
- La cocina masónica (Alianza, 1997).
- Asturias gastronónica (Madú, 2003).
- Asturias gastronómica 2003/2004 (A.G., 2002).
- Asturias gastronómica 2005/2006 (A.G., 2004).
- Mis mejores escapadas de golf y gastronomía (A.G., 2006).
- Comer con vino, maridajes de la buena mesa española (A.G., 2008).
- La bodega en casa y sus maridajes (A.G., 2010).
- Un vino para cada pincho, maridajes de la cocina canalla (A-G., 2012).
- Maridajes de vinos españoles con cocinas exóticas (A.G., 2015).

### Libros en colaboración con otros autores
- Guía práctica de los quesos de España (1985).
- Comer y contar (1992).
- Elogio del curadillo (1998).
- Elogio de la merluza del pincho (1999).
- A pedir de boca (1999).
- Asturias, paisajes con sabor (2001).
- Elogio del pixín (2002).
- La dieta del Cantábrico (cap. Vinos).
- Quesos de España (Prólogo).
- Guía mesas de Asturias.
- Cofradía del sabadiego.
- Cofradía de los Nabos.
- Bocadillos, sándwiches y tostas  (Prólogo).
- Enoturismo en la Ribera del Duero.
- El libro del pachucho.

## Premios
- 1983. Cordón de Plata de la gastronomía española, Medalla de bronce de la Cruz Roja Española, y Caballero de la Orden del cava Codorníu.
- 1984. Maître de la Chaîne des Rotisseurs, Diploma del Ministerio de AA. EE. de Colombia, miembro de honor del RAC de Belgique.
- 1996. Sardina de plata de Luanco.
- 1997. Curadillo en Cudillero y Bonito de Oro en Candás.
- 1998. Pluma de plata de la Asociación de libreros de Gijón.
- 2000. Premio nacional de periodismo Condado de Noreña.
- 2006: Gourmand Cookbook Awards a la guía Asturias gastronómica.
- 2006: Premio Nacional de Periodismo Gastronómico "Álvaro Cunqueiro", en el apartado de mejor página web dedicada al mundo de la gastronomía.[6]
- 2007: Gourmand Cookbook Awards a la Guía de Golf y Gastronomía.
- 2009: Best Book on Matching Food and wine of de World a Comer con vino.
- 2011: Gourmand Cookbook Awards a La bodega en casa.
- 2012: Gourmand Cookbook Awards a Un vino para cada pincho, maridajes de cocina canalla.
- 2015: Gourmand Cookbook Awards a Maridajes de vinos españoles con cocinas exóticas.